# Ernesto Canto da Maia
Ernesto do Canto Faria e Maia ou apenas Canto da Maia ou Canto da Maya (Ponta Delgada, 15 de maio de 1890 – Ponta Delgada, 5 de abril de 1981), foi um escultor português. Destaca-se como uma figura de primeiro plano no quadro da primeira geração de artistas modernistas portugueses.
Autor de uma obra de grande sensibilidade, a sua carreira repartiu-se geograficamente pelos Açores, Lisboa e Paris, tendo participado com êxito na vida artística que, entre as duas Guerras, "encontrou no gosto Artes Decorativas um modo […] de ser moderno". A partir da década de 1930 verifica-se uma inflexão na sua obra; Canto da Maia seria solicitado pela encomenda nacional, no âmbito dos programas celebrativos do Estado Novo, ao qual proporcionou esculturas de grande escala, imagens exemplares de uma Historia de heróis.

## Biografia

Bendito seja o fruto do teu ventre, 1922

Ernesto do Canto Faria e Maia nasceu em Ponta Delgada, a 15 de maio de 1890, filho de António Cardoso Machado de Faria e Maia (o filho mais novo de Francisco Machado de Faria e Maia, 1.º visconde de Faria e Maia), e de Maria Ernestina Leite do Canto, filha do intelectual e historiador Ernesto do Canto. Esta origem familiar deu-lhe o desafogo financeiro e o ambiente culto e estimulante que lhe permitiram desde cedo enveredar por uma carreira totalmente voltada para as artes. Canto da Maia apontaria como determinante a influência de sua mãe, uma mulher culta e com grande apreço pela carreira artística do filho.
Canto da Maia termina os seus estudos liceais em 1907, no Liceu de Ponta Delgada, matriculando-se no ano imediato na Escola de Belas Artes de Lisboa, onde conclui o Curso Geral de Desenho (1911). Matricula-se seguidamente no curso de Arquitetura dessa mesma escola, que abandona antes de terminar o primeiro ano. Realiza uma série de pequenas esculturas, começando a assinar Ernesto do Canto. Em 1912 participa na I Exposição dos Humoristas Portugueses (uma das primeiras manifestações da renovação modernista em Portugal), ao lado de artistas como Cristiano Cruz, Jorge Barradas e Almada Negreiros. Nesse mesmo ano parte para Paris, onde é aluno de Antonin Mercié, na Escola de Belas-Artes, e de Antoine Bourdelle, na Académie de la Grande Chaumière. Em 1913 participa em Lisboa na Segunda Exposição de Humoristas Portugueses e, em Paris, no Salão de Humoristas organizado pelo jornal «Le rire».
Parte depois para Genebra, onde frequenta a Escola de Belas Artes, sendo aluno de James Vibert, um escultor ligado ao simbolismo. Realiza pequenas esculturas em terracota e de gesso. Em 1916 faz uma permanência em Madrid, trabalhando com o escultor Julio Antonio (Antonio Rodríguez Hernández) e, no ano seguinte, regressa a Ponta Delgada. Ruma uma vez mais à Suíça em 1919, onde se casa com Louise Mathilde Biderbost, que será seu modelo em várias obras. Em 1920 nasce o seu primeiro filho, Júlio António (tragicamente falecido em 1940). De novo em Paris, instala-se em Boulogne-sur-Seine, onde irá residir até 1938.
A partir de meados da década de 1920 assiste-se a um crescente reconhecimento da sua obra no meio artístico francês e à participação em mostras oficiais. Em Paris, expõe regularmente nos Salões de Outono, dos Artistas Independentes e dos Artistas Decoradores. Realiza trabalhos em articulação com arquitetos como Mallet-Stevens, Paul Follot e Paul Andrieu. Participa na Exposição Internacional das Artes Decorativas (Paris, 1925), uma mostra de referência onde é premiado, e na Exposição Colonial de Paris (1931). Em 1935 a sua grande composição escultórica O Hino do Amor (ou Adão e Eva) é adquirida pelo Governo francês, para a Galeria Nacional do Jeu de Paume, integrando a Exposição de Aquisições Recentes do ano imediato. Em 1937 participa no pavilhão português da Exposition Internationale «Arts et Techniques dans la Vie moderne» (Exposição Universal de Paris) onde lhe é atribuído um Grande Prémio de Escultura. Participa no pavilhão português da Feira Mundial de Nova Iorque de 1939-40 com o baixo-relevo A Família em Portugal, bem recebida pela crítica internacional. Em 1940 participa na Exposição do Mundo Português com obras de grande impacto, nomeadamente o grupo escultórico D. Manuel I com Vasco da Gama e Pedro Álvares Cabral, alvo de particular destaque por parte da crítica. Três anos mais tarde expõe individualmente no Secretariado de Propaganda Nacional.

Adão e Eva, 1929-39, terracota policromada, altura 167 cm

Em 1938 casa com Vera Wladimirovna Pouritz, uma exilada russa, e instala-se em Lisboa, voltando a Paris em 1946, depois de terminada a 2ª Guerra Mundial. A partir daí passa a viver entre Paris e Lisboa, trabalhando e expondo em ambas as cidades. Regressa definitivamente aos Açores no ano de 1953, fixando-se em Ponta Delgada, a sua cidade natal. Com esta decisão fechava-se o círculo da vida de um dos artistas açorianos de maior projeção e o mais internacional escultor português da primeira metade do século XX. Ao fazer a sua vida entre a ilha de São Miguel e Paris ligou numa única vivência dois polos aparentemente tão diferentes e distantes, mas para Canto da Maia complementares: a ilha mãe, local de afetos e de vivência juvenil, e Paris, centro artístico mundial, lugar de todas as experiências e todas as afirmações.
Em 1976 realizou-se uma exposição retrospetiva em sua honra no Museu Carlos Machado em Ponta Delgada, que lhe reservou, a partir de 1979, uma sala de exposição permanente. Faleceu em Ponta Delgada a 5 de abril de 1981.
Em 1990 o Instituto Português do Património Cultural, em colaboração com a Secretaria Regional dos Assuntos Culturais do Governo Regional dos Açores e o Centro de Arte Moderna da Fundação Calouste Gulbenkian organizaram uma exposição retrospetiva do escultor na Galeria de Pintura do Rei D. Luís, comissariada por Paulo Henriques. A cidade de Ponta Delgada dedicou-lhe uma das suas artérias, a Canada dos Prestes, onde tinha a sua residência e estúdio, que se passaria a chamar Rua Ernesto Canto da Maia, tal como Lisboa, que atribuiu o topónimo Rua Canto da Maya a uma artéria da freguesia de Campolide. Canto da Maia é também patrono de uma das principais escolas e Ponta Delgada, a Escola Básica Integrada Canto da Maia.
Canto da Maia está representado em diversas coleções públicas e particulares, destacando-se as seguintes: Museu Municipal de Boulogne-Billancourt, Paris; Museu do Chiado, Lisboa; Centro de Arte Moderna, Fundação Calouste Gulbenkian, Lisboa; Museu Machado de Castro, Coimbra; Museu Carlos Machado, Ponta Delgada; Museu da Marinha, Lisboa; etc.

## Obra

D. Manuel, Vasco da Gama e Pedro Álvares Cabral, 1940, gesso

A carreira pública de Canto da Maia inicia-se em Lisboa, quando apresenta um grupo de esculturas na I Exposição dos Humoristas Portugueses (1912). De pequena dimensão, estas estatuetas centravam-se em temáticas da vida urbana contemporânea, aplicando um olhar crítico e moralizante ao registo de amores frívolos (como em "Arrufos" e "Flirt"), de ociosidades várias ("Passeando o cão" ou "Coquetismo"), ou de degradação humana ("Vendendo-se"). A fluidez da modelação destas figuras, "em deliberado inacabamento, e o sentido impressionista de instante fixado, inscreviam-nas numa prática antiacadémica, integrando-se numa moda internacional de pequenas esculturas […] e ainda numa estética de matriz realista".
A sua obra evolui depois para a evocação de valores mais íntimos e para opções formais em que o corpo se torna em veículo expressivo mais do que suporte descritivo. A grande estátua Desespero da dúvida, 1916, é o ponto culminante de uma procura em que o corpo se institui como símbolo, numa composição estruturada em volumes amplos e modelação brutal a que não é alheio o exemplo de Rodin. A adesão de Canto da Maia à expressividade de Rodin seria breve, por incompatibilidade com o seu temperamento reservado e, ainda em 1916, vê-lo-íamos procurar novos caminhos, agora em Madrid, sob a influência da contenção emotiva e sobriedade formal de Julio Antonio.
A exposição individual no Salão Bobone em 1919 é reveladora de um novo lirismo e de uma via formal que enfatiza valores decorativos. "O projeto do escultor define-se na transmissão de ideias através de uma clara construção de formas que qualquer excesso emotivo perturbaria. Daí que os gestos solenes, cujo sentido ritualizado se reforçava pela convocação ambígua da religião cristã, as estáticas posições dos corpos e a modelação lisa as superfícies fossem veículos serenos de subtis interioridades. […] À vagueza das formas com que Canto da Maia servira, em 1912, intenções realistas, sucedeu a prática, em 1915, de um simbolismo dos corpos, exercitado com violência por Rodin, e mais tarde, depois de Madrid, a descoberta de uma artificialidade anti naturalista justificada por uma vontade arcaizante".
Canto da Maia realiza obras como Bendito seja o Fruto do Teu Ventre, 1922, onde parte do versículo da oração cristã, ultrapassando o risco da mera ilustração para criar um signo plasticamente autónomo de grande rigor formal; ou Ève en prière de savoire, que inaugura um ciclo onde o amor e a figuração das artes nos informam de uma vontade hedónica. A sua sintonia com o gosto Art déco então desenvolvido internacionalmente culminará na sua participação no mais importante acontecimento cultural de Paris em 1925, a Exposição Internacional das Artes Decorativas, onde apresenta um conjunto de baixos-relevos representando jogos de crianças. "Aplicando com desenvoltura uma gramática decorativa, a que o revestimento a folha de ouro dava requinte", o escultor evoca uma vez mais um universo inicial na posição quase uterina da figura central, "secundada por meninos segurando animais, tocando primitivos instrumentos, abraçando-se e cantando em poses artificiosas, e meninas segurando flores entre pássaros de esquemático desenho".

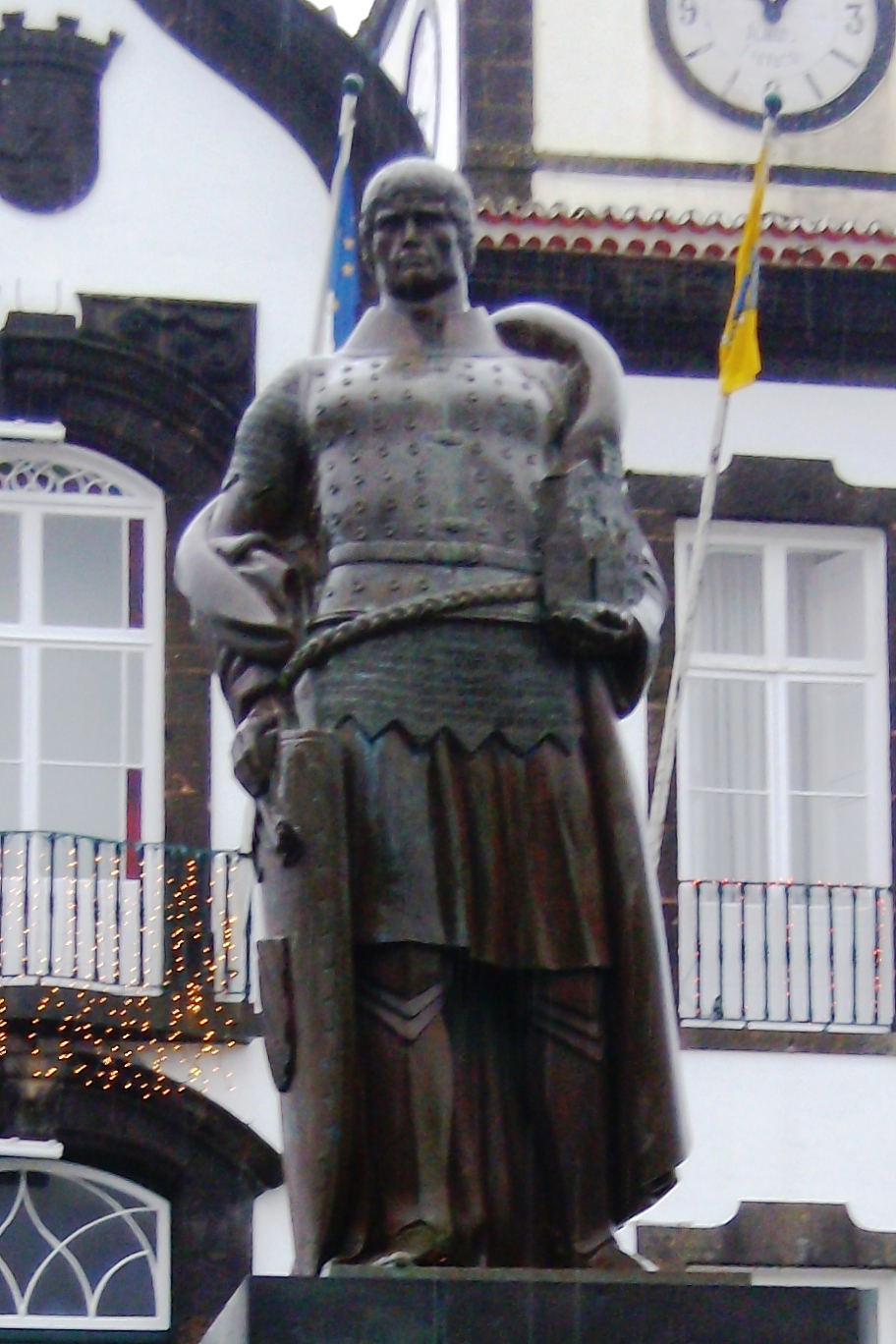
Estátua de Gonçalo Vaz Botelho, 1954

De grande carga expressiva e exemplo maior da escultura portuguesa da primeira metade do século XX é Adão e Eva (ou Hino do Amor), originalmente datada de 1929 e de que existem outras versões posteriores. Foi exposta no Salão de Outono desse mesmo ano integrada numa fonte projetada por Paul Andrieu. Esta obra sintetiza a década anterior e anuncia o que estava para vir, constituindo um momento charneira entre uma escultura de um "maneirismo fortemente decorativo, envolvido num universo mítico e pessoal", e uma outra, "mais sintética e atenta à materialidade visível", que haveria de desenvolver de seguida. No período posterior realiza, entre outras obras, retratos (Vera, 1942; Autorretrato, 1943; Retrato do arquiteto Keil do Amaral, c. 1944; etc.), trabalhos de índole religiosa como Nossa Senhora de Africa, c. 1940, uma Pieta que estabelece um paralelismo temático com obras como Filho morto, 1940-42, ou Náufragos, c. 1943, onde alude à morte trágica do seu filho Júlio António, desaparecido no mar em 1940.
Um mundo português povoado por figuras de uma história mitificada sobrepôs-se, desde o início da década de 1930, ao anterior discurso plástico, pessoal e intimista, da sua cosmopolita fase parisiense. A estátua do Infante D. Henrique, que apresenta em 1930 no Salão de Outono, e as representações de D. João II de 1933 e 1934, são os primeiros sinais desse desvio, que seria confirmado no pavilhão de Portugal na Exposição das Artes e Técnicas da Vida Moderna (Paris, 1937), para o qual contribui com 3 baixos-relevos monumentais: Afonso de Albuquerque; Infante D. Henrique; Fernão de Magalhães. Desde aí, em sintonia com a «política de espírito» defendida por António Ferro — comissário nacional da exposição e responsável máximo pelo Secretariado de Propaganda Nacional —, Canto da Maia seria autor de obras de relevo na Exposição do Mundo Português, 1940, destacando-se o grupo monumental D. Manuel, Vasco da Gama e Pedro Álvares Cabral, uma obra com cerca de três metros de altura e que foi exposta na Sala de D. Manuel no Pavilhão dos Descobrimentos. "A participação de Canto da Maia foi do maior significado nos quadros da escultura nacional e do desenvolvimento da sua obra, agora em parâmetros estritamente nacionais, e constitui-se como síntese entre a sua produção parisiense, praticamente inédita em Portugal, e uma «idade de ouro» [nas palavras de António Ferro] da escultura portuguesa, fundamentalmente estatuária, onde este grupo ocupa lugar único".
Outras obras de índole semelhante haveria de criar, culminando na Estátua de Gonçalo Vaz Botelho, encomenda do Visconde do Botelho, que realizou para Vila Franca do Campo em 1954 e que é, segundo José-Augusto França, "a obra-prima da última fase do escultor e uma das raras obras maiores da estatuária oficial da época".

## Algumas obras (escultura)[3]
- c. 1912 – Vendendo-se.
- 1916 – Desespero da dúvida.
- 1922 – Bendito seja o Fruto do Teu Ventre (Beni soit le fruit de tes entrailles).
- 1925 – A Dança e a música.
- c. 1925 – Jogos de crianças.
- n. d. – Comédia (ou Femme au Masque).
- n. d. – Tragédia.
- c. 1927 – Família.
- c. 1929 – Adão e Eva (também denominada Hino do Amor, Printemps, ou Duo d'amour).
- c. 1930 – Retrato de Violante.
- c. 1931 – África (Exposição Colonial de Paris).
- c. 1933 – Grande Cristo.
- c. 1934 – Retrato de Júlio.
- 1934 – Baiser (ou Idílio).
- 1937 – Afonso de Albuquerque (baixo-relevo, Exposição das Artes e Técnicas da Vida Moderna, Paris).
- 1937 – Infante D. Henrique (baixo-relevo, Exposição das Artes e Técnicas da Vida Moderna, Paris).
- 1937 – Fernão de Magalhães (baixo-relevo, Exposição das Artes e Técnicas da Vida Moderna, Paris).
- c. 1938 – Sereia.
- 1939 – A família em Portugal: avós, filhos e netos (Feira Mundial de Nova Iorque de 1939-40)
- 1940 – Grupo escultórico D. Manuel, Vasco da Gama e Alvares Cabral (Exposição do Mundo Português).
- c. 1940 – Archeiros (baixo-relevo, Pavilhão de Honra e de Lisboa, Exposição do Mundo Português).
- c. 1940 – Nossa Senhora de África.
- 1942 – Retrato de Vera.
- 1940-42 – Filho morto.
- c. 1943 – Náufragos.
- 1943 – Autorretrato.
- c. 1948 – Nuno Tristão.
- c. 1948 – Gil Eanes.
- 1954 – Estátua de Gonçalo Vaz Botelho, (Vila Franca do Campo).
- 1955 – Monumento a Diogo Cão (Vila Real).

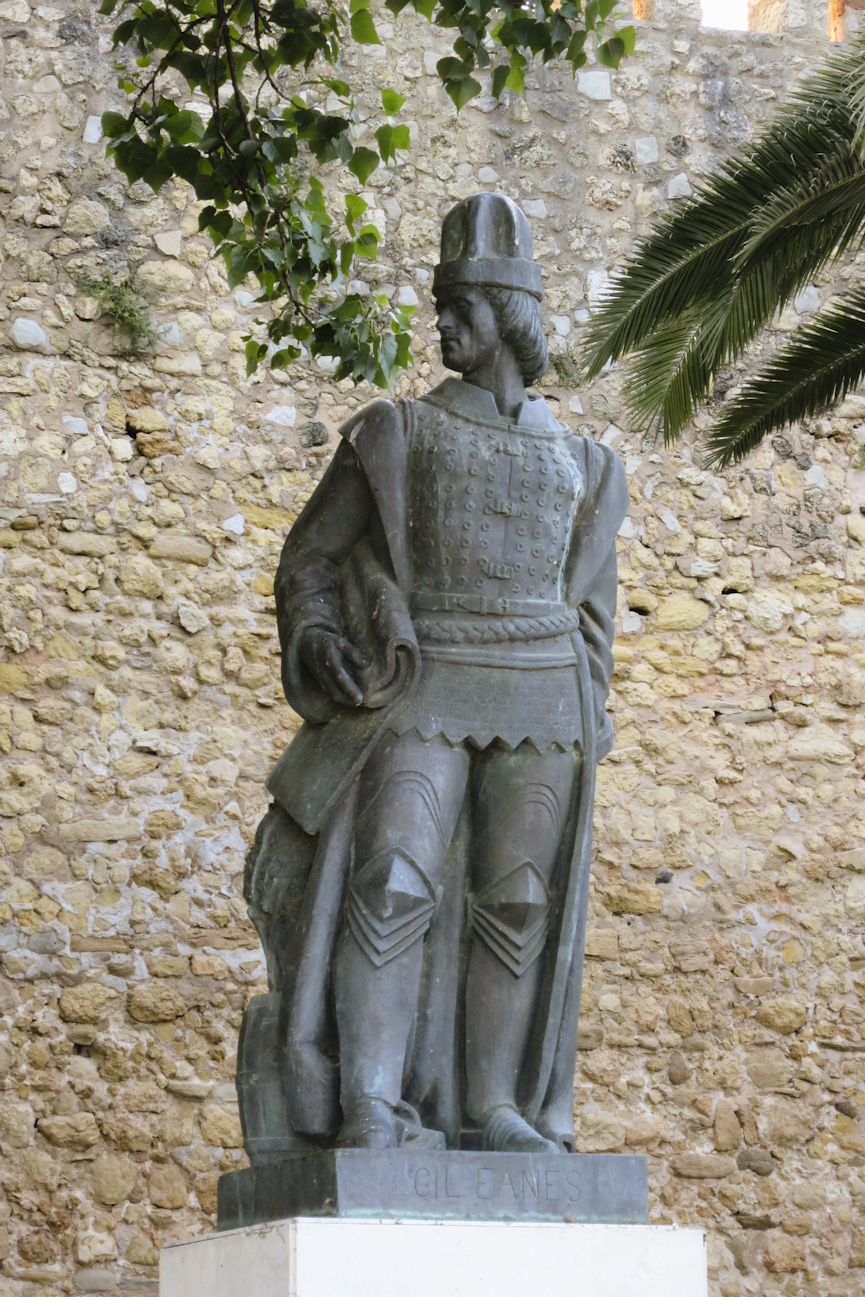
Monumento a Gil Eanes, 1948, Lagos
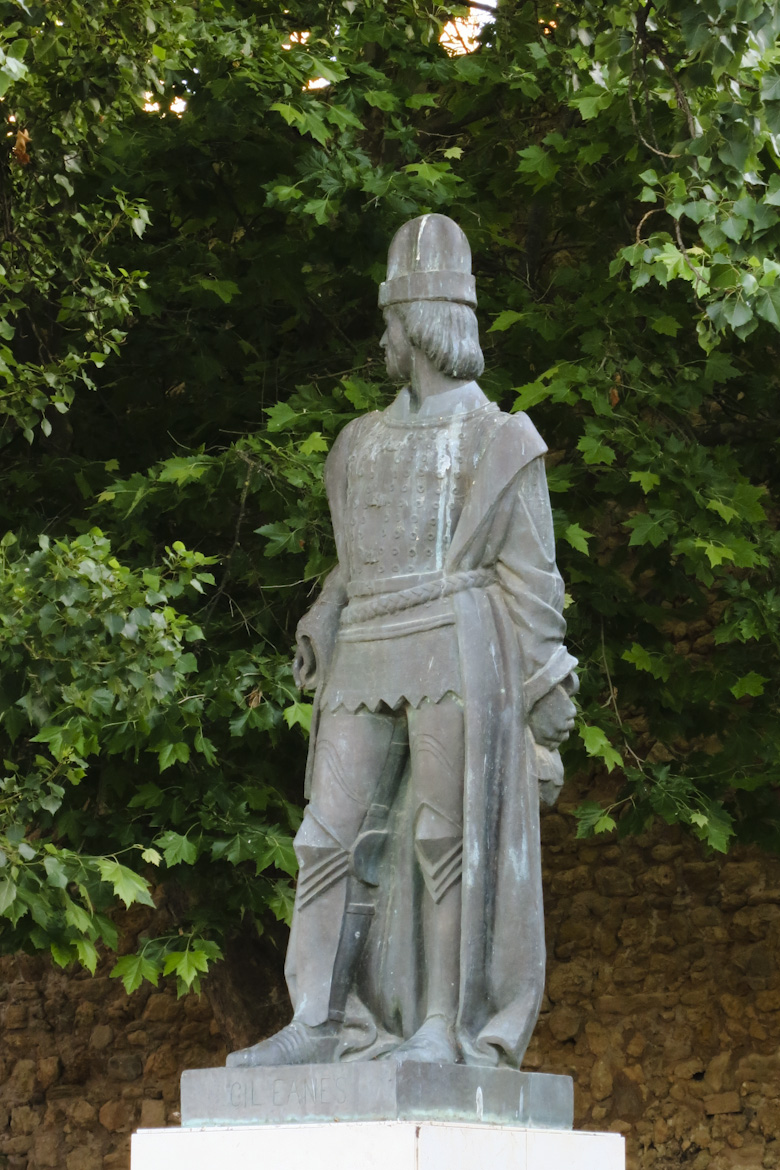
Monumento a Gil Eanes, 1948, Lagos
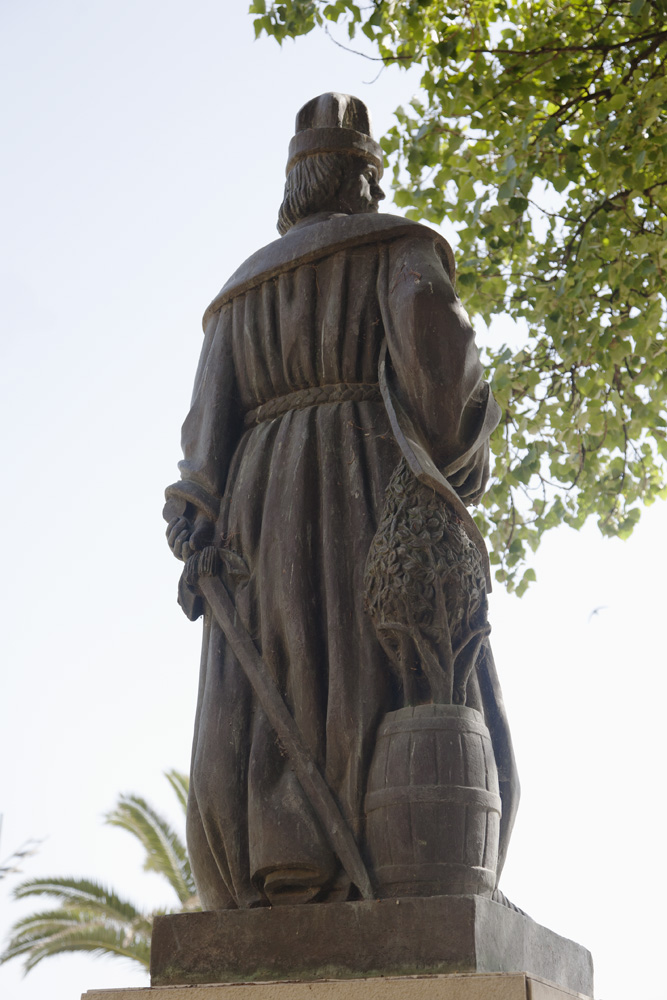
Monumento a Gil Eanes, 1948, Lagos

## Cronologia[3]
- 1890 – Nasce a 15 de maio, numa família privilegiada da cidade de Ponta Delgada.
- 1907 – Termina os estudos secundários no Liceu de Ponta Delgada.
- 1907-1911 – Frequenta a Escola de Belas-Artes de Lisboa.
- 1912 – Parte para Paris, onde é aluno de Antonin Mercié na Escola de Belas-Artes e de Antoine Bourdelle na Académie de la Grande Chaumière. Realiza pequenas esculturas que assina como Ernesto do Canto. Em Lisboa participa na I Exposição dos Humoristas Portugueses com estatuetas representando temas do quotidiano como Flirt, Arrufos, ou Vendendo-se.
- 1913 – Participa na Segunda Exposição de Humoristas Portugueses, Lisboa, e no Salão de Humoristas realizado no Palais de Glace, Paris.
- 1914 – Parte para Genebra, onde permanece até Agosto, frequentando, na Escola de Belas-Artes de Genebra, o curso do professor James Vibert. Participa na 11ª Exposição da Sociedade Nacional de Belas Artes, Lisboa, onde lhe é atribuída uma Menção honrosa, Secção de Escultura, na Exposição de Escultura (participará nas exposições da SNBA em 1915, 1916, 1918, 1931, 1932, 1937, 1938, 1939, 1940). Regressa a Ponta Delgada com o eclodir da 1ª Guerra Mundial.
- 1916 – Trabalha em Madrid com o escultor Julio Antonio (Antonio Rodríguez Hernández). É-lhe atribuída, ex-aequo com o escultor Maximiano Alves, a Medalha de 2ª Classe de Escultura da SNBA Lisboa.
- 1919 – Expõe individualmente no Salão Bobone, Lisboa. Casa-se com Mathilde Biederborst em Genebra.
- 1920 – Regressa a S. Miguel após a morte da sua mãe; a 17 de outubro nasce o seu primeiro filho. No final do ano fixa-se em Boulogne-sur-Seine, arredores de Paris (até 1938). Participa no Salon d’Automne, onde exporá regularmente (também em 1923, 1924, 1926, 1929, 1930, 1931, 1932, 1933, 1934, 1938).
- 1922 – Realiza Bendito seja o fruto do teu ventre (Béni soit le fruit de tes entrailles). Obras de sua autoria são reproduzidas na revista Contemporânea.
- 1923 – Instala-se definitivamente no nº 7, Rue du Chalet, Boulogne-sur-Seine. A 16 de julho nasce a sua filha Violante.
- 1925 – Participa na Exposição Internacional das Artes Decorativas, onde recebe uma Medalha de Ouro pelos seus nove baixos-relevos que integravam a decoração de um gabinete de trabalho desenhado por Paul Follot; nessa mesma exposição recebe um Diploma de Honra pelas estátuas de Pomona e Flora apresentadas nos jardins que rodeavam o Pavilhão da Cidade de Paris. Colabora na decoração do Bristol Club, na Rua Eugénio dos Santos, em Lisboa.
- 1926 – Participa no Salon des Indépendents, Paris (também em 1929, 1930, 1931, 1932, 1933, 1934, 1935, 1936) e no 2º Salão de Outono, Lisboa, organizado por José Pacheko. Integra a Exposição de Arte Francesa Contemporânea, em Tóquio e Osaka.
- 1927 – Participa no Salão dos Artistas Decoradores, Paris (também em 1928, 1929, 1930, 1931, 1932, 1934). Começa a assinar Canto da Maya.
- 1930 – Participa no I Salão dos Independentes, SNBA, Lisboa.
- 1931 – Participa na Exposição Colonial de Paris com baixos-relevos representando a África e a Oceânia.
- 1933 – Canto da Maia e Mathilde Biederborst separam-se.
- 1935 – Participa na 1ª Exposição de Arte Moderna do Secretariado de Propaganda Nacional (também em 1944, 1945, 1946). Por convite, realiza uma exposição retrospetiva no Salon des Indépendents, Paris.
- 1936 – Integra a exposição de Aquisições Recentes do Museu Jeu de Paume (é apresenta uma obra adquirida em 1935).
- 1937 – Participa na Exposition Internationale "Arts et Techniques dans la Vie moderne" (Exposição Universal de Paris) com os baixos-relevos O Infante D. Henrique, Afonso de Albuquerque e Fernão de Magalhães; recebe um Grande Prémio de Escultura.
- 1938 – Devido à iminência do eclodir da Segunda Guerra Mundial, fixa-se em Lisboa. Convidado pela American Federation of Arts, participa na National Ceramic Exhibition (Exposição Nacional de Cerâmica) em Syracuse, Nova Iorque. Casa com Vera Wladmirovna Patroff Pouritz, de quem terá uma filha, Marie.
- 1939 – Participa no pavilhão português da Feira Mundial de Nova Iorque de 1939-40 com o baixo-relevo A Família em Portugal.
- 1940 – Participa na Exposição do Mundo Português: baixo-relevo monumental simbolizando as Descobertas, as Conquistas e a Colonização, Pavilhão de Honra e de Lisboa; grupo monumental D. Manuel, Vasco da Gama e Álvares Cabral, Pavilhão das Descobertas; Estátua de Camões, Pavilhão das Descobertas.
- 1941 – É condecorado com o grau de Oficial da Ordem Militar de Sant'Iago da Espada, a 4 de março.[6]
- 1942 – Executa um retrato de Antero de Quental e o projeto do monumento em honra daquele poeta a erigir em Ponta Delgada.
- 1943 – O Secretariado de Propaganda Nacional realiza em Lisboa uma exposição retrospetiva da sua obra.
- 1944 – Recebe o Prémio de Escultura Manuel Pereira, do Secretariado de Propaganda Nacional (S.P.N.).
- 1945 – Participa em Lisboa na Primeira Exposição de Arte Sacra Moderna.
- 1946 – Terminada a Segunda Guerra Mundial, regressa a Paris.
- 1948 – Apresenta na Exposição dos Trabalhos Públicos realizada no Instituto Superior Técnico as estátuas de Gonçalo Zarco, Gil Eanes, Nuno Tristão e João Vaz Corte Real, encomendadas pelo Ministério do Ultramar.
- 1953 – Fixa-se definitivamente em Ponta Delgada. Executa o monumento a Gonçalo Vaz Botelho para Vila Franca do Campo (inaugurado em 1954). Integra a representação portuguesa na Segunda Bienal de S. Paulo (Brasil).
- 1955 – Monumento a Diogo Cão , Vila Real.
- 1966 – Eleito membro honorário da Academia Nacional das Belas-Artes de Lisboa.
- 1967-1968 – Participa na Exposição Art portugais: du naturalisme à nos jours (Bruxelas, Paris e Madrid).
- 1976 – O Museu Carlos Machado, de Ponta Delgada, realiza uma exposição retrospetiva em honra de Canto da Maia.
- 1979 – O Museu Carlos Machado inaugura uma sala de exposição permanente da obra de Canto da Maia.
- 1981 – Falece a 5 de abril na sua casa da Canada dos Prestes, atual Rua Ernesto Canto da Maia, em Ponta Delgada.
- 1989 – É condecorado, a título póstumo, com o grau de Grande-Oficial da Ordem Militar de Sant'Iago da Espada, a 9 de junho.[7]

## Prémios e distinções[3]
Ao longo da sua carreira, Canto da Maia recebeu um numeroso conjunto de prémios e distinções, dos quais podem destacar-se:
- 1914 – Menção Honrosa, secção de escultura, XI Exposição da Sociedade Nacional de Belas Artes, Lisboa.
- 1916 – Medalha de 2.ª Classe, escultura, SNBA, Lisboa.
- 1925 – Medalha de Ouro, Exposição Internacional das Artes Decorativas, Paris; Diploma de Honra nessa mesma exposição pelas estátuas de Pomona e Flora.
- 1937 – Grand Prix / Sculpture, Exposição Internacional das Artes e Técnicas na Vida Moderna, Paris.
- 1941 – Grau de Oficial da Ordem Militar de Sant'Iago da Espada.[6]
- 1944 – Prémio Manuel Pereira, S.P.N..
- 1966 – Eleito Vogal Honorário da Academia Nacional de Belas Artes, Lisboa.
- 1989 – Grau de Grande-Oficial da Ordem Militar de Sant'Iago da Espada (a título póstumo).[7]